# Grammatonotus surugaensis
Grammatonotus surugaensis är en fiskart som beskrevs av Katayama, Yamakawa och Suzuki, 1980. Grammatonotus surugaensis ingår i släktet Grammatonotus och familjen Callanthiidae. Inga underarter finns listade i Catalogue of Life.